# Anna Stieblich
Anna Stieblich (* 20. Februar 1965 in Bremen) ist eine deutsche Theater-, Film- und Fernsehschauspielerin.

## Leben
Anna Stieblich studierte von 1986 bis 1990 an der Hochschule für Musik und Theater in Hannover. Von 1990 bis 1992 belegte sie Seminare zur Stimmbildung am Roy Hart Theatre in Südfrankreich. 
Seit 2000 ist sie in vornehmlich Fernsehserien und Fernsehfilmen aber auch in Kino-Produktionen zu sehen, so spielte sie wiederholt in einzelnen Folgen der Krimi-Reihen Polizeiruf 110 und Tatort sowie verschiedener SOKO-Serien mit. Einem breiteren Publikum bekannt wurde Stieblich durch ihre Rolle als Doris in der ARD-Vorabendserie Türkisch für Anfänger (2006–2008); diese Rolle nahm sie auch im gleichnamigen Kinofilm aus dem Jahr 2012 wieder auf. Seit 2009 ist sie als Rechtsmedizinerin Prof. Dr. Sabine Rossi Teil der Nebenbesetzung der ZDF-Krimiserie SOKO Leipzig; bereits 2003 hatte sie in der dritten Staffel der Serie eine andere Nebenfigur gespielt.
2015 wirkte Stieblich, neben Anica Dobra, im deutsch-serbischen Film Enklave, welcher offizieller serbischer Kandidat für den Auslandsoscar war, in einer Nebenrolle mit. In der Netflix-Serie Kleo war sie neben Jella Haase zu sehen.
Neben ihren zahlreichen Filmrollen war sie auch auf den Theaterbühnen in Luzern, Wiesbaden, Köln, Wien, Zürich, Basel, Klagenfurt, Hamburg, Berlin, Dresden und Amberg zu sehen.
Stieblich ist mit dem deutschen Regisseur Didi Danquart verheiratet.

## Filmografie (Auswahl)
- 2000: Vaterliebe (Fernsehfilm)
- 2002: SK Kölsch (Fernsehserie, Folge 3x02 Der Veteran)
- 2002: Zwei Seiten der Liebe (Fernsehfilm)
- 2002: Im Namen des Gesetzes (Fernsehserie, Folge 7x06 Brautraub)
- 2002: Ritas Welt (Fernsehserie, 4x13 Der einzige Zeuge)
- 2002: Polizeiruf 110: Braut in Schwarz (Fernsehreihe)
- 2003: Die Sitte (Fernsehserie, Folge 1x01 Flüstertöne)
- 2003: Tatort: Das Phantom (Fernsehreihe)
- 2003: SOKO Leipzig (Fernsehserie, Folge 3x13 Unter Asphalt)
- 2004: Polizeiruf 110: Das Zeichen (Fernsehreihe)
- 2004: Polizeiruf 110: Winterende (Fernsehreihe)
- 2005: Season Greetings (Kurzfilm)
- 2006: Offset
- 2006–2008: Türkisch für Anfänger (Fernsehserie, 52 Folgen)
- 2007, 2010, 2021: In aller Freundschaft (Fernsehserie, verschiedene Rollen, 3 Folgen)
- 2008: Fleisch ist mein Gemüse
- 2008: Doctor’s Diary (Fernsehserie, Folge 1x05 Dr. Kaan ist doch süß!)
- 2009: Die Wölfe (Fernsehdreiteiler, Folge 1x02 Zerbrochene Stadt)
- 2009: Küstenwache (Fernsehserie, Folge 13x09 Bis dass der Tod uns scheidet)
- 2009: Tatort: Im Sog des Bösen (Fernsehreihe)
- seit 2009: SOKO Leipzig (Fernsehserie)
- 2010: Männer lügen nicht! (Fernsehfilm)
- 2010: Sechs Tage Angst (Fernsehfilm)
- 2010: Weissensee (Fernsehserie, Folge 1x03 Alles für die Liebe)
- 2010–2021: SOKO Stuttgart (Fernsehserie, verschiedene Rollen, 4 Folgen)
- 2010, 2015: Notruf Hafenkante (Fernsehserie, verschiedene Rollen, 2 Folgen)
- 2011: Der ganz große Traum
- 2011: SOKO Wismar (Fernsehserie, Folge 7x19 Ausgeschraubt)
- 2011: Die Pfefferkörner (Fernsehserie, Folge 8x12 Gerüchteküche)
- 2011: Bittere Kirschen
- 2011: Flaschendrehen (Fernsehfilm)
- 2012: Türkisch für Anfänger
- 2012: Alles Klara (Fernsehserie, Folge 1x11 Mordwaffe Trabi)
- 2013: Letzte Spur Berlin (Fernsehserie, Folge 2x09 Schutzlos)
- 2013: Der Lehrer (Fernsehserie, Folge 2x02 Wird das jetzt ein Date?)
- 2014: Meine Mutter, meine Männer (Fernsehfilm)
- 2014: Schoßgebete
- 2015: Brief an mein Leben (Fernsehfilm)
- 2015: Simon sagt auf Wiedersehen zu seiner Vorhaut
- 2015: Ich bin dann mal weg
- 2015: Tatort: Freddy tanzt (Fernsehreihe)
- 2015: Enklave (Enklava/Еклава)
- 2015, 2017: Schuld nach Ferdinand von Schirach (Fernsehserie, verschiedene Rollen, 2 Folgen)
- 2015–2017: Heldt (Fernsehserie, 3 Folgen)
- 2015–2017: Die Kanzlei (Fernsehserie, 4 Folgen)
- 2016: Der Hodscha und die Piepenkötter (Fernsehfilm)
- 2016: Tatort: Der hundertste Affe (Fernsehreihe)
- 2016: Goster
- 2016: Die Mockridges – Eine Knallerfamilie (Fernsehserie, 6 Folgen)
- 2016–2019: Phoenixsee (Fernsehserie, 12 Folgen)
- 2017: Kein Herz für Inder (Fernsehfilm)
- 2017, 2023: SOKO Köln (Fernsehserie, 2 Folgen)
- 2017: Bettys Diagnose (Fernsehserie, 4x11 Folge Neue Wege)
- 2017: Lobbyistin (Fernsehserie, 4 Folgen)
- 2018: St. Josef am Berg: Berge auf Probe (Fernsehreihe)
- 2018: St. Josef am Berg: Stürmische Zeiten (Fernsehreihe)
- 2019: Gipfelstürmer – Das Berginternat (Fernsehserie, 4 Folgen)
- 2019: SOKO Potsdam (Fernsehserie, Folge 2x07 Ermittlungen im Dreivierteltakt)
- 2019: Scheidung für Anfänger (Fernsehfilm)
- 2021: Nord Nord Mord (Fernsehreihe, Folge 2x08 Sievers und die Stille Nacht)
- 2021: In Wahrheit: In einem anderen Leben (Fernsehreihe)
- 2021: Die Vergesslichkeit der Eichhörnchen
- 2022–2024: Kleo (Fernsehserie, 4 Folgen)
- 2025: Morden im Norden (Fernsehserie, Folge Vergebung)
- 2025: Tatort: Im Wahn (Fernsehreihe)
- 2025: Tatort: Mike & Nisha

## Theater (Auswahl)
- 1990/1991: Stadttheater Luzern, Liebelei, Emilia Galotti, Gespenster, Der Streit, Tartuffe, Die Räuber
- 1992/1993: Hessisches Staatstheater Wiesbaden, Mittsommernachtssexkomödie, Was Ihr wollt, Baumeister Solneß, Schöne Bescherungen
- 1992: Freie Produktion in Köln, Performance und Lesung eigener Texte, Regie: Martin Päthel
- 1994: Schauspielhaus Wien, Tolmezzo, Rolle: Barbie, Regie: G. Willert
- 1994: Fegefeuer in Ingolstadt, M. Fleißer, Rolle: Hermine, Regie: Helga Illich
- 1994/1995: Gruppe 80 Wien, Bambule, Rolle: Monika, Regie: Eva Hosemann
- 1995: Freie Produktion in Zürich, Hörsaal Burghölzli, Paniktraum, Rolle: Silvia Plath, Regie: H. Siede, P. Kollek
- 1995: Theater Basel / Kampnagel Fabrik: Die Zofen, Rolle: Solange, Regie: P. Löscher
- 1996: Stadttheater Luzern, Molly Sweeney, Rolle: Molly, Regie: F. Benesch
- 1997: Ernst-Deutsch-Theater Hamburg, Vaterliebe, Rolle: Hannah, Regie: Wolf Seesemann
- 1997: Stadttheater Luzern, Kleiner Mann, was nun?, Rolle: Lämmchen, Regie: F. Benesch
- 1998: Schauspielhaus Zürich, Doppeltüren, Rolle: Jessica, Regie: F. Benesch
- 1999: Stadttheater Klagenfurt, Der nackte Wahnsinn, Rolle: Brooke, Regie: Schmiedleitner
- 2000: Tournee Konzertdirektion Landgraf, Vaterliebe, Rolle: Hannah Wohlzogen, Regie: Wolf Seesemann
- 2000/2001: Staatstheater Dresden, Gier, Rolle: C, Regie: Nora Somaini
- 2001: Sophiensaele Berlin, Giftmörderinnen, Rolle: Erika, Regie: Daniela Kranz/Jenke Nordalm
- 2002: Staatsschauspiel Dresden, Kühltransport, Rolle: Wu, Regie: Nora Somaini
- 2004: Staatstheater Dresden, Vaterlos, Rolle: Lela, Regie: Stephanie Sewella
- 2008/2009: Stadttheater Amberg, Der Gott des Gemetzels, Rolle: Annette Reille, Regie: Bernd Mottl